# Данијеле Фарлати
Данијеле Фарлати (итал. Daniele Farlatti; Сан Данијеле, 22. фебруар 1690 — Падова, 25. април 1773) био је италијански језуит. Учио је у Горици, а 1707. је у Болоњи ступио у језуитски ред. Студирао је у Падови и Риму. Од 1722 је помагао Ричепутију при издавању црквене историје Illyricum sacrum. Издао је првих пет томова, али није стигао да доврши дело. Након његове смрти, дело је наставио његов помоћник Јакопо Колети.